# Smart自动售卖机

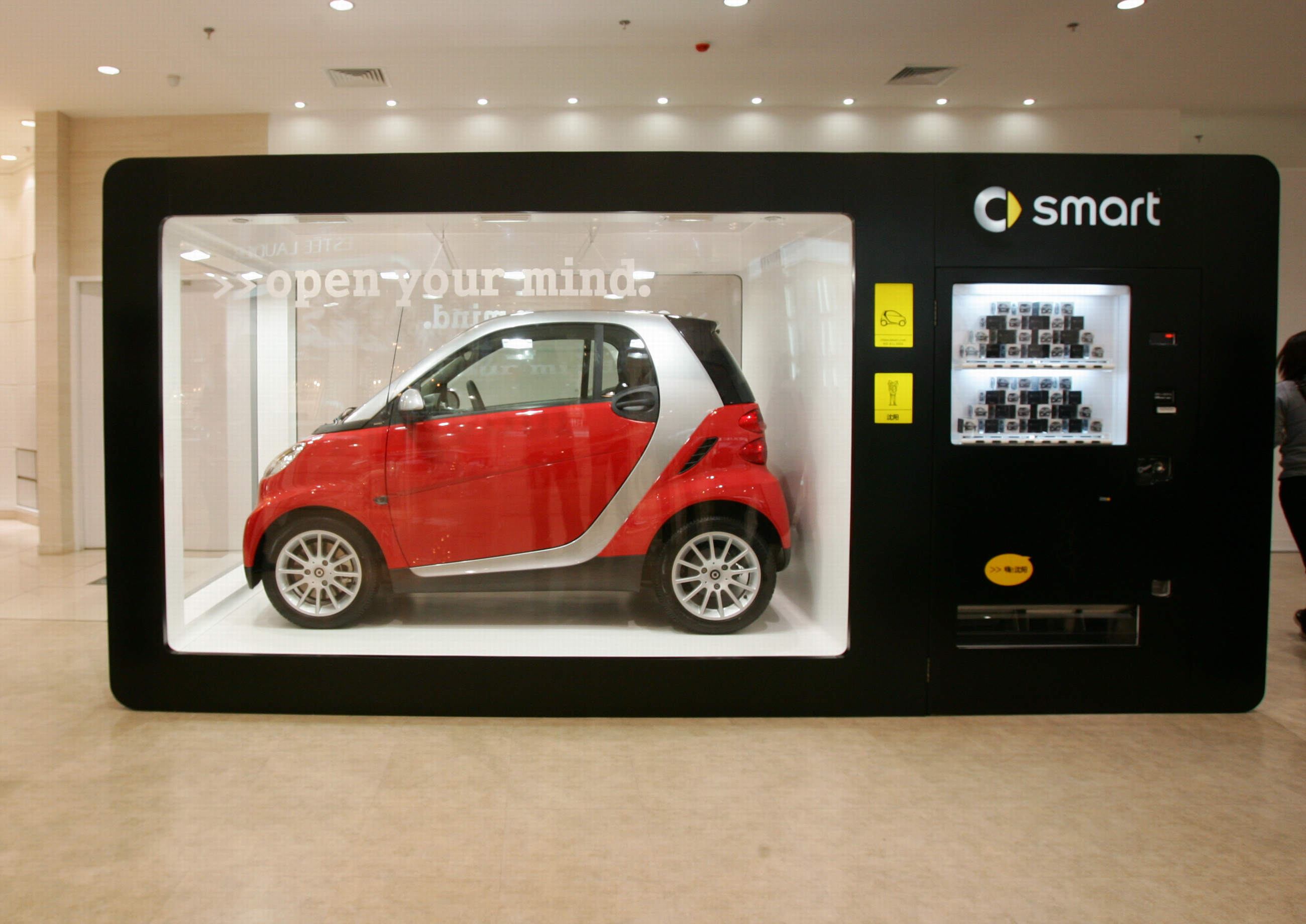
在沈阳的smart自动售卖机

smart自动售卖机（英文：smart vendor）是smart fortwo的一种宣传方式，在日本及中国都有巡展，用自动售卖机的形式展示smart fortwo，并且付费发放相关介绍资料。

## 日本

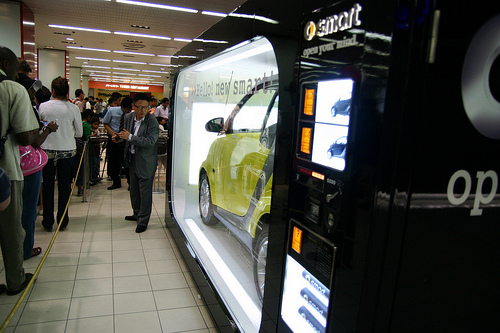
日本东京的smart自动售卖机

2008年6月smart自动售卖机在日本进行巡展。
在日本的smart自动售卖机，投入硬币后，消费者会得到一个“纸筒类”的宣传资料，里面包括smart fortwo的介绍和贴纸。

smart自动售卖机在日本的巡展日程表
- 6月6日 - 6月8日：东京铁塔
- 6月13日 - 6月15日：东京澀谷 ranKing ran Queen
- 6月19日 - 6月22日：Ebina S.A. (from Tokyo)
- 6月26日 - 6月29日：Lachic Nogoya
- 6月3日 - 6月6日：Umeda Bigman

## 中国
2008年10月1日，smart自动售卖机开始了中国的巡展，从10月到2009年2月会覆盖12个城市。
消费者在smart自动售卖机投入“1元人民币”即可得到smart魔方（smart cube），魔方可以变换不同形状，得到不同图案，包括不同角度的白色smart fortwo和smart平面广告“物竞天择 步步smart”。

smart自动售卖机在中国的巡展日程表
线路1
- 沈阳，10月1日至10月7日，伊势丹百货
- 北京，10月27日至11月2日，东方新天地；11月4日至11月9日，三里屯village（太古广场）
- 广州，11月19日至11月25日，正佳广场
- 深圳，12月22日至12月28日，万象城
- 成都，01月8日至01月14日，仁和春天（暂定）
- 重庆，02月9日至02月15日，北城天街
- 厦门，02月26日至03月4日，巴黎春天百货世贸店

线路2
- 无锡	11月10日至11月16日	八佰伴
- 温州	12月1日至12月7日	银泰百货
- 上海	12月17日至12月23日	港汇广场
- 杭州	01月1日至01月7日	银泰百货西湖店
- 南京	02月16日至02月22日	德基广场

## 相关链接
- smart自动售卖机中国巡展
- playsmart.jp（页面存档备份，存于）